# Бразденска гробница
Бразденска гробница (на македонска литературна норма: Гробница кај Бразда) е ранноантична гробница край скопското село Бразда в Северна Македония. Гробницата е обявена за паметник на културата.
Гробницата е част от ранноантичното селище на рида Градище, разположено непосредствено южно от Бразда. Градище е заравнен рид с височина 70 m над околността със стръмни северна и западна страна и полегати източна и южна. Ранноантичното селище, датирано в VII – IV век пр. Хр. е разположено на няколко тераси на южната и западната страна на рида с повърхност 4,5 ha.
Гробницата е открита в северното подножие на Градище в 1986 година, след като археолози забелязват добре обработени антични каменни блокове в някои от къщите в Бразда. Гробницата има дълбоко вкопана правоъгълна камера без следи от погребение или саркофаг, вход от юг с шест стъпала и дълъг дромос към входа, който стръмно се спуска от рида. Отвън е изградена от добре обработени блокове травертин с различни размери, а ядрото на стените е от ломен камък и набита глина. Камъните тежат между 500 и 1500 kg и произхождат от кариера край Горно Свиларе на 23 km от гробницата. Блоковете са поставени в хоризонтални редове, като на предната им страна е оформена релефна рамка по ръбовете. Подобна техника е типична за атинското строителство от V и ранния IV век, което говори, че въпреки че в района са живели агрианите, гробницата е дело на атиняни. Намерената керамика се датира в същото време.
Гробницата е имала равен дървен таван – гробниците, градени цялостно или частично от дърво са по-стари от каменните и се срещат от VI до IV век. Македонските и тракийските гробници от късния IV и III век са засводени с каменни сводове. Бразденската гробница се различава от македонските и по отсъствието на предкамера и по това, че камерата е поставена напречно на дромоса. Насипът отгоре не е оформял могила, се е сливал с терена.
След погребението вратата на камерата е затворена с две големи плочи и вратата и дромосът са засипани с жълтокафява глина, в която има следи от жертвоприношения и счупени керамични съдове. Западната стена е засипана с бяла глина и отгоре с почва и кафява глина с останки от пепел, счупена керамика и животински кости. Гробницата е ограбена, като крадците разбили вратата и прекопали плочения под.
Със своята монументална големина и качеството на обработка на блоковете и градене, за които очевидно са ангажирани добри архитекти, гробницата несъмнено е владетелска.